# Кумкудук (Темирский район)
Кумкудук (каз. Құмқұдық) — село в Темирском районе Актюбинской области Казахстана. Административный центр Кайындинского сельского округа. Код КАТО — 155637100.

## Население
В 1989 году население села составляло 1493 человек. Национальный состав: казахи. В 1999 году население села составляло 1187 человек (604 мужчины и 583 женщины). По данным переписи 2009 года, в селе проживало 675 человек (341 мужчина и 334 женщины). По данным переписи 2021 года, в селе проживало 480 человек (245 мужчин и 235 женщин).
| Численность населения | Численность населения | Численность населения | Численность населения |
| 1989                  | 1999                  | 2009                  | 2021                  |
| --------------------- | --------------------- | --------------------- | --------------------- |
| 1493                  | ↘1187                 | ↘675                  | ↘480                  |